# Alexander Bergh
Alexander Bergh, född 10 december 1984, är en svensk före detta professionell ishockeymålvakt.
Han tillkallades som reservmålvakt för Luleå HF, i en bortamatch mot Linköping HC den 3 november 2011, när den tilltänkta reservmålvakten David Rautio hastigt blev sjuk innan matchen.

## Klubbkarriär
|         |                   |                   |    | Grundserie | Grundserie | Grundserie | Grundserie | Grundserie |    | Slutspel/Kval | Slutspel/Kval | Slutspel/Kval | Slutspel/Kval | Slutspel/Kval | Slutspel/Kval |
| Säsong  | Klubb             | Liga              | SM | GAA        | SVS        | Str        | VFO        |            | SM | GAA           | SVS           | Str           | VFO           |               |               |
| ------- | ----------------- | ----------------- | -- | ---------- | ---------- | ---------- | ---------- | ---------- | -- | ------------- | ------------- | ------------- | ------------- | ------------- | ------------- |
| 1999/00 | HV71 J18          | J18 Allsvenskan   | 0  | -          | -          | -          | -          |            |    |               |               |               |               |               |               |
| 2002/03 | Hästen Hockey     | Division 1        | 0  | -          | -          | -          | -          |            |    |               |               |               |               |               |               |
| 2003/04 | Hästen Hockey J20 | J20 Elit          | -  | -          | -          | -          | -          | Kval       | 3  | 4,40          | 89,6 %        | -             | -             |               |               |
| 2003/04 | Hästen Hockey     | Division 1        | 4  | -          | 87,5 %     | -          | -          |            |    |               |               |               |               |               |               |
| 2004/05 | Hästen Hockey     | Division 1        | 10 | 4,88       | 85,3 %     | -          | -          |            |    |               |               |               |               |               |               |
| 2005/06 | Hästen Hockey     | Division 1        | 10 | 2,26       | 92,3 %     | -          | -          |            |    |               |               |               |               |               |               |
| 2006/07 | IK Vita Hästen    | Division 1        | 33 | 2,99       | 89,8 %     | -          | -          |            |    |               |               |               |               |               |               |
| 2007/08 | HC Vita Hästen    | Division 1        | 37 | 2,22       | 92,4 %     | -          | -          |            |    |               |               |               |               |               |               |
| 2008/09 | Nybro Vikings IF  | Hockeyallsvenskan | 29 | 3,10       | 90,4 %     | 0          | 9-19-0     | Kval HA    | 4  | 2,26          | 90,4 %        | -             | -             |               |               |
| 2009/10 | Lillehammer IK    | GET-ligaen        | 39 | 2,65       | 90,1 %     | -          | -          | Playoff    | 4  | 2,76          | 90,0 %        | -             | -             |               |               |
| 2010/11 | HC Vita Hästen    | Division 1        | 23 | 1,59       | 93,8 %     | -          | -          | Kval HA    | 8  | 3,48          | 88,1 %        | -             | -             |               |               |
| 2011/12 | HC Vita Hästen    | Division 1        | 26 | 1,71       | 92,6 %     | -          | -          | Kval       | 3  | 2,90          | 88,0 %        | -             | -             |               |               |
| 2011/12 | Luleå HF          | Elitserien        | 0  | -          | -          | -          | -          |            |    |               |               |               |               |               |               |
| 2012/13 | HC Vita Hästen    | Division 1        | 38 | 1,94       | 92,5 %     | 6          | 32-6-0     | Kval HA    | 12 | 2,28          | 91,7 %        | -             | -             |               |               |
| 2022/23 | Skärblacka IF     | Hockeytrean       | 1  | 7,00       | 83,7 %     | 0          | 0-1-0      |            |    |               |               |               |               |               |               |